# San Martino Alfieri
Pour les articles homonymes, voir San Martino et Alfieri.
San Martino Alfieri est une commune italienne de la province d'Asti, dans la région Piémont.

## Administration
| Période                                  | Période | Identité | Étiquette | Qualité |
| ---------------------------------------- | ------- | -------- | --------- | ------- |
|                                          |         |          |           |         |
| Les données manquantes sont à compléter. |         |          |           |         |

### Hameaux
Firano, Garibaldi, Quaglia, Marelli, Fagnani

### Communes limitrophes
Antignano, Costigliole d'Asti, Govone, San Damiano d'Asti